# عمرانیه، امیرداغ
عمرانیه، امیرداغ (به ترکی استانبولی: Umraniye) یک منطقهٔ مسکونی در ترکیه است که در امیرداغ واقع شده‌است.